# 私の世界遺産
「私の世界遺産」（わたしのせかいいさん）は、2013年12月22日にリリースされた3776のデビューシングル。

## 概要
3776初期活動メンバー7名が参加している唯一のCDである。長らく廃盤となっていたが、2016年3月30日に再発売された。ジャケットは阪急阪神ホテルズに端を発する食材偽装問題のオマージュになっている。2014年6月11日発売のコンピレーション・アルバム『Girls Pop’n Party -Idol Parade Neo-』に「私の世界遺産」が収録されたため、TEAM MII以来、初の全国流通した楽曲となった。

## 解説
再プレス版は全ての楽曲にリミックスが施されているため、『初版』、『Girls Pop’n Party -Idol Parade Neo-』(音は初版バージョンと同じだが、歌詞の「ドラえもん」が「…もん」に差し替えられている)、『再プレス版』の3種類が存在する。

### 私の世界遺産
- 「世界遺産にあやかってるグループなのに、世界遺産登録で浮かれてることを真っ向から否定している。ってうたですね。大きな機関に認められようが認められなかろうが、その価値は変わるわけじゃない。というメッセージのつもりでしたが、あるTV局の取材で、世界遺産になって富士山の見え方が変わりました！と答えているメンバーがいて、なんだ。なんにもわかってないじゃないか、と、がっくりしたことがあります(MARQUEE vol.13 石田彰インタビュー)

### 君と一緒に登りたい
- 「メンバーの望月玲奈のために作った曲ですね。当時の彼女の雰囲気と富士山を結びつけたら、こんな曲になりました」(MARQUEE vol.13 石田彰インタビュー)

### 大噴火はいかが？
- 「これは遊びですよね。富士山ご当地アイドルのCDにこんな曲名があるだけで、面白いんじゃないかな、と。TEAM MIIだったら市役所から却下されていたでしょうね。」(MARQUEE vol.13 石田彰インタビュー)

### コケモモ
「僕」と「私(=君)」を使い分けるっていうの詩は、BUMP OF SHICKEN影響ですね。「絶対」なんて言う言葉もあえて使ってみました。神目線的なこの詩も、アイドルなら成り立つんじゃないかと思って(MARQUEE vol.13 石田彰インタビュー)

## 収録曲
- 全作詞・作曲：石田彰

1. mi-na-na-RockII
2. 私の世界遺産
3. 君と一緒に登りたい
4. 大噴火はいかが?
5. コケモモ
6. 私の世界遺産[Instrumental]
7. 君と一緒に登りたい[Instrumental]
8. 日本全国どこでも富士山
9. 大噴火はいかが?[Instrumental]
10. コケモモ[Instrumental]